# Rio Ferice
O Rio Ferice é um rio da Romênia, afluente do Inaru, localizado no distrito de Bihor.